# Бжезінка (Західнопоморське воєводство)
Бжезінка (пол. Brzezinka, нім. Lehmaningen) — село в Польщі, у гміні Чаплінек Дравського повіту Західнопоморського воєводства.
У 1975-1998 роках село належало до Кошалінського воєводства.